# 論山消防署
論山消防署（ノンサンしょうぼうしょ）は忠清南道消防本部所属の消防署である。

## 管轄区域
- 論山市
- 鶏龍市

## 沿革
- 1997年12月15日 -公州消防署から分離して開署。管轄区域は論山市、錦山郡。
- 2003年9月19日 - 論山市豆磨面が論山市から分離して鶏龍市になったため管轄区域が論山市、鶏龍市、錦山郡になる。
- 2008年1月29日 - 錦山消防署設立に伴い錦山郡を管轄から外す。管轄区域が論山市、鶏龍市となる。

## 119安全センター
| 119安全センター     | 住所                        | 管轄区域                                                                         | 地域隊 |
| ------------------- | --------------------------- | -------------------------------------------------------------------------------- | ------ |
| 奈洞119安全センター | 論山市大学路17              | 論山市のうち奈洞、鷲岩洞、芝山洞、灌燭洞、富倉洞、登華洞、姜山洞、恩津面、夫赤面 |        |
| 半月119安全センター | 論山市ヘウォル路155         | 論山市のうち半月洞、大橋面、花枝洞、徳芝洞、魯城面、光石面                       |        |
| 江景119安全センター | 論山市江景邑トンアン路3     | 論山市のうち江景邑、彩雲面、城東面                                               |        |
| 錬武119安全センター | 論山市錬武邑トンアン路1137  | 論山市のうち錬武面、可也谷面                                                     |        |
| 連山119安全センター | 論山市連山面チョンドン路110 | 論山市のうち連山面、陽村面、伐谷面、上月面                                       |        |
| 鶏龍119安全センター | 鶏龍市豆磨面サゲギル170     | 鶏龍市                                                                           |        |